# فورترن ۹۵۴۸
سیارک ۹۵۴۸ (به انگلیسی: 9548 Fortran، نامگذاری:1985CN) نه هزار و پانصد و چهل و هشتمین سیارک کشف شده‌است که در ۱۳ فوریه ۱۹۸۵ کشف شد.
قدر مطلق سیارک برابر ۱۵٫۰۰ است.